# Coleophora schaeuffeleella
Coleophora schaeuffeleella é uma espécie de mariposa do gênero Coleophora pertencente à família Coleophoridae.